# Односи Србије и Јапана
Односи Србије и Јапана су инострани односи Републике Србије и Јапана.

## Историја односа
Српски краљ Милан I Обреновић, први монарх Србије после стицања независности на Берлинском конгресу 1878. године, одмах по свом крунисању марта месеца 1882. године, написао писмо јапанском цару Меиђију. Ово је била прва дипломатска преписка између суверена Србије и Јапана. Он му у том писму, између осталог, поручује да су "велике европске силе, окупљене на Конгресу у Берлину, 13. јула 1878. године свечано признале независност Србије" те да се он следствено томе и крунисао.
На сликама испод су писма два суверена на француском и јапанском језику.
- Писмо краља Милана Обреновића цару Меиђију из 1882. године (страна 1)
- Писмо краља Милана Обреновића цару Меиџију из 1882. године (страна 2)
- Одговор цара Меиџија краљу Милану
- Превод писма цара Меиџија на француски језик, сачињен у Токију (страна 1)
- Превод писма цара Меиџија на француски језик, сачињен у Токију (страна 2)

### Односи Југославије и Јапана

#### Други светски рат и после
Јосип Броз Тито је био у посети Јапану 1968.

## Билатерални односи
Званични дипломатски односи су успоставили 1952. године.
Јапански премијер Шинзо Абе је посетио Србију у јануару 2018. године.

### Косово
Јапан је признао једностарано проглашење независности Косова.
Јапан је био уздржан приликом гласања о пријему Косова у УНЕСКО 2015.

### Економски односи
- У 2020. години укупна робна размена износила је 244 милиона УСД. (Извезли смо за 95 милиона а увезли 149 милиона долара).
- У 2019. години робна размена је била 220 милиона УСД. ( Извоз из Србије 58 милиона а увоз 162 милиона долара).
- У 2018. години укупно робе је размењено за 208 милиона УСД. (Извезено је 70 милиона а увезено 138 милиона долара у роби).
- У 2012. години робна размена је била 190,1 милион УСД. (Извоз из Србије 4,1 милион а увоз 186 милиона долара).
- У 2007. години укупна робна размена износила је 206,2 милиона УСД. (Извезли смо за 1,2 милиона а увезли 205 милиона долара).[5][6]

Укупна бесповратна помоћ и позајмице Србији од 1999. износе око 490 милиона евра кроз донације, техничку сарадњу и јенски кредит.

### Дипломатски представници

#### У Београду
- Такахика Кацумата, амбасадор, 2020.[7] -
- Ђинуићи Марујама, амбасадор, 2017. - 2020.
- Јуичи Котобуки, амбасадор, 2015. - 2017.
- Масафуми Куроки, амбасадор, 2013. - 2015.
- Цунозаки Тошио, амбасадор, 2008. - 2013.
- Тадаши Нагаj, амбасадор, 2005. - 2008.
- Јируичи Танабе, амбасадор, 2003. - 2005.
- Иошине Јошики, амбасадор, 2001. - 2003.
- Овада Токуакира, амбасадор, 1997. - 2001.
- Тошио Гото, амбасадор
- Оцука Хирошихифуру, амбасадор, 1986. -
- Тамио Амаха, амбасадор, 1982. - 1986.
- Накае Јосуке, амбасадор, 1978. - 1982.
- Мизуо Курода, амбасадор
- Хидемичиј Кира, амбасадор
- Сесуму Накагава, амбасадор
- Акира Соно, амбасадор
- Мичитоши Такахаши, амбасадор
- Тошикасу Касе, амбасадор, 1958. - 1960.

#### У Токију
- Александра Ковач, амбасадор, 2021. -
- Ненад Глишић, амбасадор, 2014. - 2020.
- Бојана Адамовић Драговић, амбасадор, 2011. - 2013.
- Иван Мркић, амбасадор, 2006. - 2011.
- /  Предраг Филипов, амбасадор, 2001. - 2006.
- Радослав Булајић, амбасадор 1998. - 2001.
- /  Ранко Радуловић, амбасадор, 1990. - 1994.
- Тарик Ајановић, амбасадор, 1986. - 1989.
- Илија Топаловски, амбасадор, 1982. - 1986.
- Селмо Хашимбеговић, амбасадор, 1978. - 1982.
- Мирослав Креачић, амбасадор, 1974. - ?
- Јоже Смоле, амбасадор, 1971. - 1974.
- Крсто Булајић, амбасадор, 1967. - 1970.
- Владимир Роловић, амбасадор, 1963. - 1967.
- Франц Кос, амбасадор, 1958. - 1962.
- Лазар Латиновић, амбасадор, 1958.
- Максимилијан Баће, посланик, 1953. - 1955.
- Миша Леви, отправник послова, 1950. -   (први југословенски дипломата у Јапану)